# Schlechtendalia chinensis
Schlechtendalia chinensis är en insektsart. Schlechtendalia chinensis ingår i släktet Schlechtendalia och familjen långrörsbladlöss. Inga underarter finns listade i Catalogue of Life.